# Lilian Guevara
Lilian Guevara (Ciudad de Panamá, 1974) es el nombre público de Lilian González Guevara, una activista social y escritora panameña, defensora de los derechos económicos, sociales, culturales y ambientales. Desde el año 2003 ha desarrollado proyectos de democracia y diálogo político, movimientos sociales, género, juventud, integración regional, desarrollo sustentable y fomento cultural. Es educadora ciudadana formadora política y sindical y asesora en la formulación de planes de trabajo de organizaciones sociales y en planificación comunitaria con perspectiva de género.
Ha editado diversos libros de ciencias sociales y ha coordinado investigaciones regionales sobre cambio climático, extractivismo e integración regional. En narrativa ha publicado el libro de micro ficción Mundos probables (2016) y el libro de relatos breves La escuela sobre las aguas (2018). Forma parte del Festival de Minificción Centroamericana.
Desde 2021 es Directora Ejecutiva de una organización no gubernamental para la defensa legal del ambiente y participa activamente del movimiento anti minero panameño. 
En 2023 recibe el Reconocimiento como Mujer Destacada por parte del Centenario del Congreso Nacional Feminista "Por promover, visibilizar y defender los derechos de las Mujeres, los recursos naturales de toda Abya Yala, y sus aportes a través de la producción de conocimiento y la literatura." 

## Obra
- Ofertorio (Antología. Editor: Enrique Jaramillo-Levi) Panamá: Sagitario Ediciones, 2021.
- Minificcionario. (Compilación. Editor: Enrique Jaramillo-Levi) Panamá: Sagitario Ediciones, 2019.
- La escuela sobre las aguas. Toronto: El Hacedor, 2018
- Mundos probables. Toronto: El Hacedor, 2016.[3]
- ¡Basta! Cien mujeres contra la violencia de género (Antología. Editora: Carolina Fonseca) Panamá: Modus Ludicus, 2017.
- Aquí hay dragones (Antología. Editor: Alberto Sánchez Argüello). Managua: Parafernalia Ediciones, 2016.
- Latinoamérica en breve (Antología. Editor: Sergio Gaut vel Hartman). México, D.F.: Universidad Autónoma Metropolitana Xochimilco, 2016.